# Palma d'oro onoraria
La Palma d'oro onoraria è un premio che viene assegnato nel corso della manifestazione cinematografica del Festival di Cannes. Questo premio nel corso degli anni è stato denominato  anche Palme des Palmes o Palme d'or d'honneur.
Il premio, fuori concorso, è destinato a un regista il cui talento viene considerato importante e non viene assegnato dalla giuria del concorso, ma dai leader del Festival o da una giuria speciale. C'è anche un premio per la carriera da attore: la Palme d'honneur d'interprétation.

## Premi

### Palme des Palmes
- 1997: Ingmar Bergman

### Palmes d'honneur
- 2002: Woody Allen
- 2008: Manoel de Oliveira
- 2009: Clint Eastwood
- 2011: Bernardo Bertolucci
- 2015: Agnès Varda
- 2017: Jeffrey Katzenberg
- 2021: Marco Bellocchio e Jodie Foster
- 2024: George Lucas e lo Studio Ghibli
- 2025: Robert De Niro e Denzel Washington

### Palmes d'honneur d'interprétation
- 2003: Jeanne Moreau
- 2005: Catherine Deneuve
- 2007: Jane Fonda
- 2011: Jean-Paul Belmondo
- 2016: Jean-Pierre Léaud
- 2019: Alain Delon
- 2022: Tom Cruise e Forest Whitaker
- 2023: Michael Douglas e Harrison Ford
- 2024: Meryl Streep